# Oenochroma subustaria
Espèce
Oenochroma subustaria est une espèce d'insectes lépidoptères (papillons) appartenant à la famille des Geometridae vivant en Australie.

## Galerie

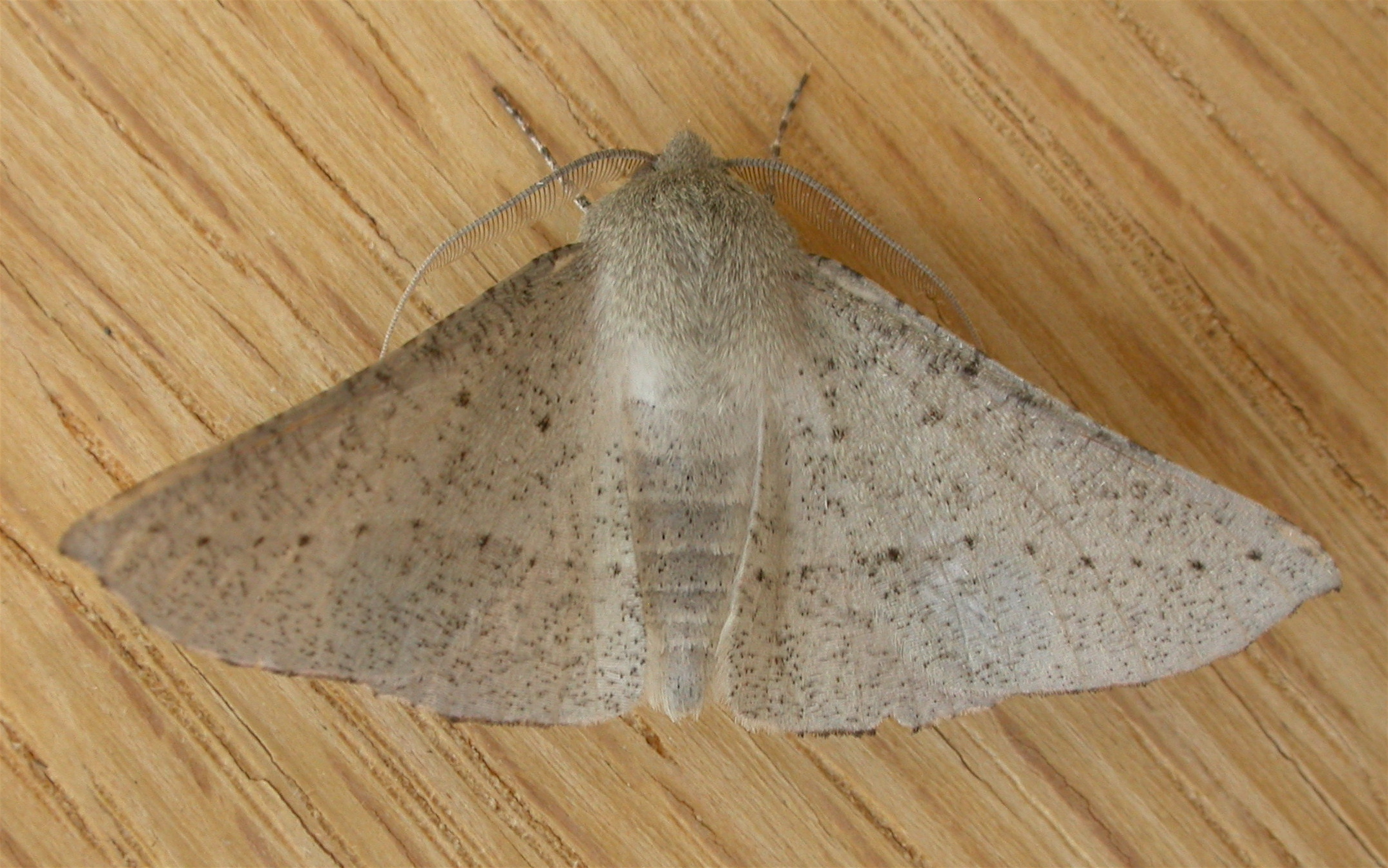